# Marc Leguay
Pour les articles homonymes, voir Leguay.
Marc Leguay né le 10 janvier 1910 à Charleville et mort le 22 mai 2001 à Ban Kô Nong Saeng (Thaïlande) est un peintre français.
Il vécut au Laos de 1936 à 1975. Ses peintures sont connues en France et en dehors de son pays d'adoption principalement par l'intermédiaire des timbres-poste laotiens qu'elles ont illustrés à partir de 1951.

## Biographie

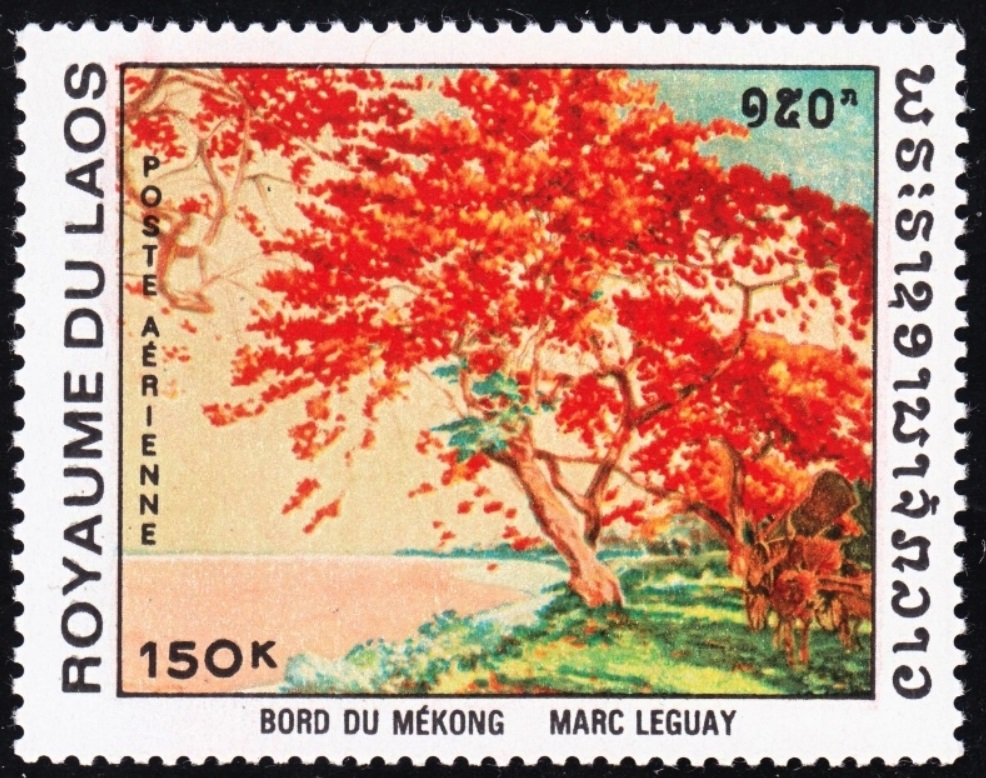
Arbre flamboyant, timbre du Laos (1970).

Né en 1910 à Charleville  d'une mère ardennaise et d'un père normand, Marc Leguay est séparé de ses parents pendant la Première Guerre mondiale et est recueilli par sa grand-mère maternelle en Normandie, qu'il connaissait très peu. Il y effectue ses études. Lycéen à Évreux, il obtient son baccalauréat en 1927.
Employé à l'état-civil de la mairie d'Évreux, il démissionne très vite pour partir, avec son matériel de peintre, sur les routes de France, d'Europe du Sud et d'Afrique du Nord. Il expose notamment à Perpignan, où il se fixe en 1931, et en Espagne, où il rencontre Salvador Dalí et Esteban Vicente. 
Au cours d'une de ses expositions, il est remarqué par Pierre Pagès, alors gouverneur de la Cochinchine. Il se voit confier une mission de trois mois en Indochine en décembre 1935. Il embarque pour cette colonie française. Il vit au palais du Gouvernement et découvre un nouveau mode de vie. Avec une vieille voiture qui lui a été prêtée, il parcourt les pistes, depuis Khong, au Sud-Laos (aujourd'hui dans le district de Si Phan Don), jusqu'à Hanoï, au Tonkin. Il fait la connaissance d'un riche Chinois qui met à sa disposition une jonque avec laquelle il sillonne les canaux et les rivières de Cochinchine.
En mars 1936, la mission prend fin et Marc Leguay doit rentrer en France à regret. Avant le départ du navire, il disparaît. Les autorités françaises retrouvent sa trace en 1937 dans l'île de Khong (sur le fleuve Mékong), au Bas-Laos. Il a continué à peindre des paysages locaux, notamment « le Flamboyant », son arbre préféré qui se retrouve sur un timbre de poste aérienne en 1970, sans personnage, sauf quelques silhouettes lointaines. Le gouverneur Pierre André Michel Pagès vient le chercher en personne. In fine, il autorise le peintre à rester au Laos, devenu son pays d'adoption.
Au cours des dix ans passés à Khong, Leguay crée l'École d'arts lao et fait la connaissance de Kou Abhay, issu d'une grande famille noble laotienne, père du général en chef des forces armées royales, Kouprasith Abhay (en). Ce dernier avait reçu notamment en cadeau le tableau de la Jeune femme se parant. Le 9 mars 1945, Marc Leguay subit les affres du coup de force japonais lorsque l'armée impériale prend le contrôle de l'Indochine française, et est interné. Il doit son salut à la protection d'une famille lao et au réseau de solidarité tissé autour de lui. De retour à Khong, son atelier a été dévasté. 
En 1946, à Khong, il se marie avec Nang Sengdeuane Soulivong, d'une grande famille de Khong, qui devient sa muse : sur ses tableaux vont dominer désormais l'harmonie et la quiétude et apparaître l'âme du Laos et de ses habitants. Des personnages apparaissent désormais sur les tableaux de Marc Leguay. Ce sont le plus souvent des membres de sa famille ou des proches de l'artiste : Le Joueur de so (sorte de violon), Le Joueur de khene (instrument à vent) et Le Joueur de rang nat sont respectivement ses fils Henri et Daniel et Phoun Savath, le frère de son épouse Sengdeuane, qui lui donne huit enfants. Elle lui sert également de modèle (peinture, philatélie et numismatique).
Il décide en 1947 de rejoindre Vientiane, la capitale du Laos, où il s'installe avec son épouse. Il devient professeur de dessin au lycée de Vientiane, fonction qu'il exercera jusqu'en 1976. Marc Leguay a vécu et travaillé près de 40 ans au Laos (1936-1976).
En mai 1975, la monarchie est renversée par le mouvement communiste Pathet Lao. Les ressortissants étrangers sont pour la plupart conduits à quitter le pays. L'artiste s'installe non loin du Laos dans un village de la région Isan du royaume de Thaïlande, jusqu'à son décès en 2001,.
Il ne possédait dans sa dernière et humble demeure plus aucun de ses tableaux, l'ensemble de sa collection personnelle ne lui ayant jamais été restitué par la personne qui s'en était emparée pour la « mettre à l'abri » dans la période troublée qui avait précédé et suivi le changement de régime politique. Spolié, sans aucune nouvelle de ses œuvres peintes au Laos, Marc Leguay en conservait une amertume certaine. Au cours des 25 années passées dans ce village de Thaïlande, l'artiste qui avait cessé de peindre entend « vivre tranquille et mourir en paix, sous un arbre de son jardin », selon les propos tenus à sa fille Marie-Laurence Louth Leguay, qui lui rendait régulièrement visite depuis Vientiane à la fin de sa vie.[réf. nécessaire]

### Œuvre numismatique et philatélique
En 1945, il dessine un billet de cent piastres pour l'Institut d'émission des États du Cambodge, du Laos et du Viêt-Nam.
Leguay entame une carrière philatélique à partir de 1951 lorsque le Laos obtient l'autonomie postale de la part de la France. Le ministre des Postes lao, le prince Souvanna Phouma demande à Marc Leguay de réaliser des maquettes de timbres-poste.
La première série laotienne de douze timbres, émise le 13 novembre 1951, n'est pas signée et Leguay a réfuté en être l'auteur. La première série qu'il signe est émise le 13 avril 1952 et est illustrée de la Femme lao, d'après un portrait de son épouse Nang Seng Deuane. En 1952 également, il fait bâtir sa maison sur pilotis en bois et torchis avec un grand atelier dans le jardin. Cette maison, restaurée 50 ans plus tard, avec l'aide de la coopération française et de la coopération décentralisée (conseil général du Puy de Dôme) est aujourd'hui accessible au public. Outre une salle consacrée à la présentation de la vie et de l'œuvre de Marc Leguay, elle conserve des toiles d'artistes lao contemporains.
Bien qu'ils ne se soient jamais rencontrés, le peintre a souvent travaillé avec le graveur Jean Pheulpin.
Un total de 55 timbres sont illustrés par les œuvres de Marc Leguay.

Timbres laotiens dessinés par Marc Leguay
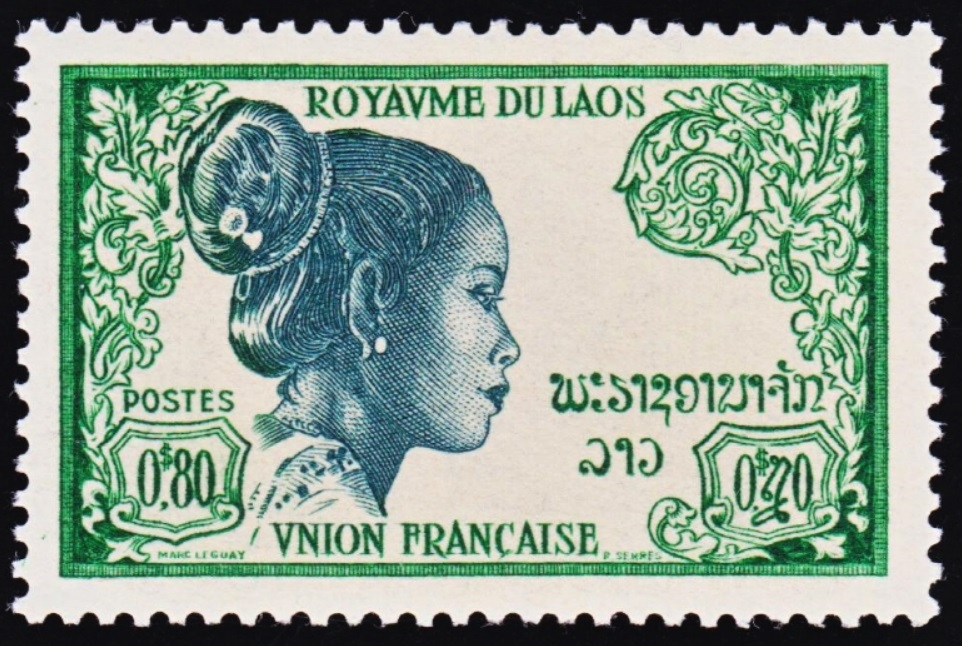
1952
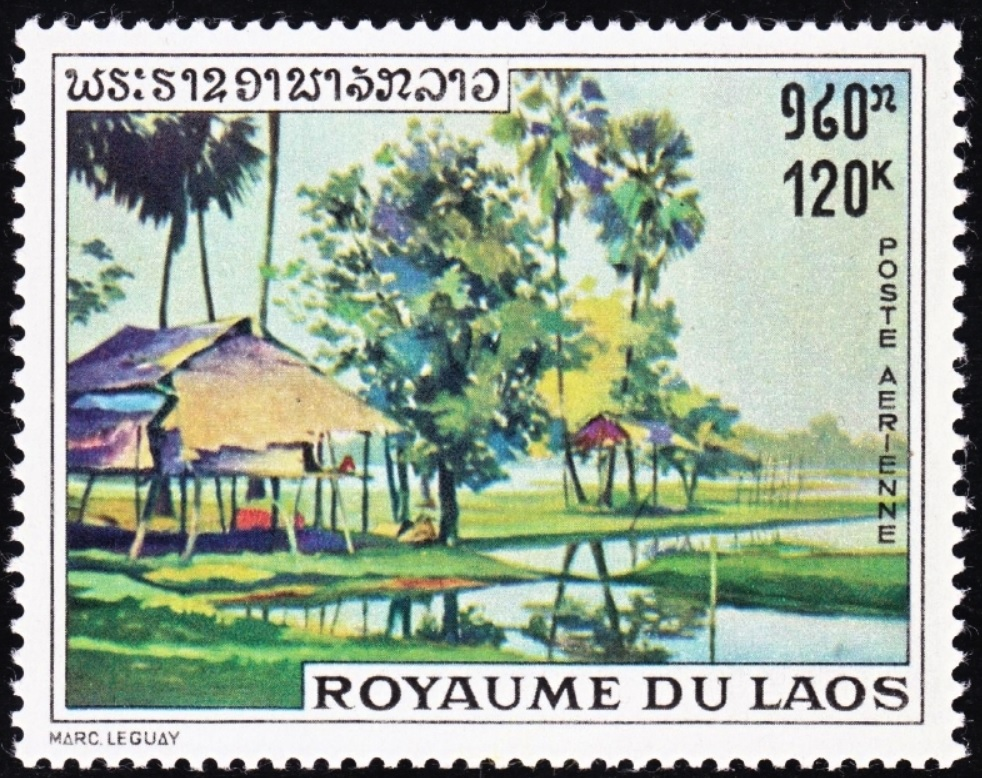
1970
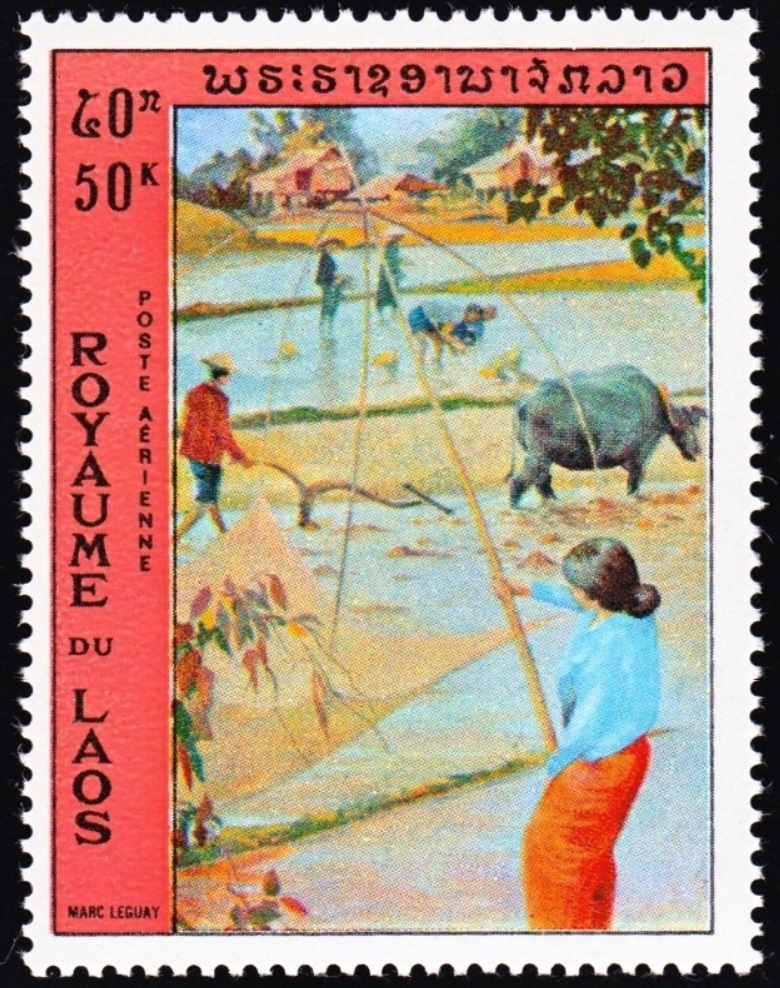
1972
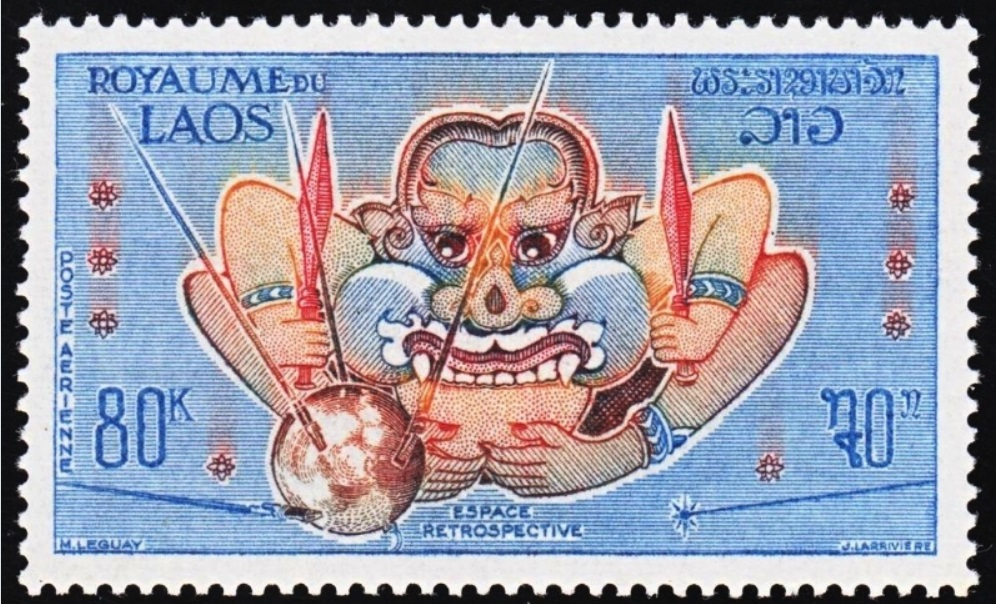
1973